# ۸۹۸ (قمری)
۸۹۸ (قمری)، هشتصد و نود و هشتمین سال در گاهشماری هجری قمری است. اول محرم این سال برابر با اول نوامبر سال ۱۴۹۲ میلادی است.